# Mimomyia luzonensis
Mimomyia luzonensis är en tvåvingeart som först beskrevs av Frank Ludlow 1905.  Mimomyia luzonensis ingår i släktet Mimomyia och familjen stickmyggor. Inga underarter finns listade i Catalogue of Life.